# Kasper Kristoffersen
Kasper Kristoffersen (* 25. Juli 1976) ist ein dänischer Poolbillardspieler.
Er ist dreifacher dänischer Meister im Einzel sowie mehrfacher mit der Mannschaft. Zu seinen ersten internationalen Erfolgen zählte die Qualifikation für die WPA-9-Ball-Weltmeisterschaft 2004.
Bei der WPA-8-Ball-Weltmeisterschaft 2008 gelang ihm gar der Sprung ins Achtelfinale – seine bisher beste Leistung bei einer offiziellen Weltmeisterschaft. Auf der Euro-Tour erreichte er bei mehreren Turnieren zwischen 2003 und 2008 den Sprung ins Viertelfinale. Bei der Poolbillard-Europameisterschaft 2007 schaffte er es im 8-Ball ebenfalls bis ins Viertelfinale.
Er vertrat Dänemark bisher dreimal beim Nationen-Doppelturnier World Cup of Pool (2007 und 2009 zusammen mit Bahram Lotfy; 2008 mit Martin Larsen).
Mit der zweiten Mannschaft des BC Oberhausen spielt Kristoffersen derzeit in der Regionalliga.